# Kraftwerk Rovinari
Das Kraftwerk Rovinari ist ein Kohlekraftwerk in Rovinari, Kreis Gorj, Rumänien. Es ist im Besitz von Complexul Energetic Oltenia (CEO) und wird auch von CEO betrieben.

## Kraftwerksblöcke
Das Kraftwerk bestand aus insgesamt 6 Blöcken, die von 1972 bis 1979 in Betrieb gingen. Die folgende Tabelle gibt einen Überblick:
| Block | Max. Leistung (MW) | Betriebsbeginn | Turbine | Generator | Dampfkessel         | Status           |
| ----- | ------------------ | -------------- | ------- | --------- | ------------------- | ---------------- |
| 1     | 200                | 1972           | Skoda   |           | SES Tlmace Slovakia | Stillgelegt      |
| 2     | 200                | 1972           | Skoda   |           | SES Tlmace Slovakia | Stillgelegt      |
| 3     | 330                | 1976           |         |           |                     | Stillgelegt      |
| 4     | 330                | 1977           |         |           |                     | in Betrieb       |
| 5     | 330                | 1977           |         |           |                     | nicht in Betrieb |
| 6     | 330                | 1979           |         |           |                     | in Betrieb       |

Die Blöcke 1, 2 und 3 wurden endgültig stillgelegt. An ihrer Stelle soll ein Block mit 500 MW Leistung neu errichtet werden. Der Block 5 ist zurzeit nicht in Betrieb. Damit verfügt das Kraftwerk über eine installierte Leistung von 990 MW, von denen aber gegenwärtig nur 660 MW verfügbar sind.